# Xã Chester, Quận Eaton, Michigan
Xã Chester (tiếng Anh: Chester Township) là một xã thuộc quận Eaton, tiểu bang Michigan, Hoa Kỳ. Năm 2010, dân số của xã này là 1.747 người.